# موكي بلايلوك
موكي بلايلوك (بالإنجليزية: Mookie Blaylock)‏ مواليد 20 مارس 1967 في غارلاند، هو لاعب كرة سلة أمريكي سابق بدأ مسيرته الاحترافية في سنة 1989 وحمل الرقم 10. يبلغ طوله 6 قدم 0 بوصة (1.8 م). اعتزل اللعب في 2002. لعب في الرابطة الوطنية لكرة السلة لمدة 13 سنة مع ثلاث فرق.

## روابط خارجية
- موكي بلايلوك على موقع إن بي أي (الإنجليزية)
- موكي بلايلوك على موقع سبورتس رفرنس (الإنجليزية)
- موكي بلايلوك على موقع كرة السلة الأوروبية.كوم (الإنجليزية)
- موكي بلايلوك على موقع كلية كرة السلة في سبورتس رفرنس.كوم (الإنجليزية)
- موكي بلايلوك على موقع ريلجم (الإنجليزية)
- موكي بلايلوك على موقع بروبوليرز (الإنجليزية)